# Морача са Ровцима и Колашином
Морача са Ровцима и Колашином је културно-историјска област у Црној Гори.

## Средњовјековна културно-историјска област
Средњовјековна културно-историјска област са чијим називом није спојен појам племена. Називи су територијалног карактера, а повезујемо их зато што „Ровца (Горња и Доња) чине као неки додатак Морачи, пошто су углавном у једној долини Веље Дубоко, која пада према долини Мораче. Исти је однос и када је ријеч о становништву. Док је у Морачи око 5.700 душа оба пола, у Ровцима их је свега 1.800”.

## Административна подјела и историјски називи села
Доњу Морачу чине села: Ђуђевина c Војчом и Дугим Лазима, Баре c Јасиковцем, Раичевина c Бањим Брдом, Прекобрђе са лијевом обалом Таре од Вучетина камена до Пљешчанице, Равни ca Црквином, Жиркама, Пољанама, Луговима, Оћибом, Врујца ca Поповом њивом а помињу се и друга села и засеоци.

## Доњоморачани (старо) становништво
Овдје се издвајају старосједиоци, којих је врло мало. Најстарији, који су како се овдје каже „Пропирили огањ” били су Даниловићи или Сандићи, затим Сјеновићи, на Петровој Равни, Прогомелићи око 20 кућа) у Барама Ћировићи 3 куће. Морача се никад потпуно није покорила Турцима, а опет није ни била потпуно независна. Своја породична презимена, она која су имала још за вријеме Црнојевића, сачували су неки старосједиоци, братства: Даниловићи,Сандићи, Сјеновићи, Прогомелићи и Ћирковића у Морачи, Пуношевићи, Лучићи, Богдановићи на Његушима, Бориловићи у Бајицама. Сандићи су се потпуно иселили из Мораче због крви са Јаћимићима — Меденицама из Равни. Доњоморачко (старо) становништво погрдно и за подсмијех зову Мацуре.

## Досељавање становништва
Свако братство и свако племе има своју историју која се чува у усменом предању, имају своје јунаке и велике људе које су опјевали гуслари, свако од њих има своје симпатије, амбиције и своје идеале. Затим су се овамо доселили: Брауновићи из Куча, Богићевци испод Хума хотскога. Први се нису размножавали и свега их је десет кућа, док је од Богића насељена скоро сва Морача и ово братство је нарасло до величине племена. Најјача њихова братства су: Радовићи, Меденице, Дуловићи, Ракочевићи, Вујисићи, Добричани, Пековићи, Јекнићи. У Горњу Морачу доселили су се Баошићи са Башине (или Баошине) Воде у Пјешивцима између Планинице и Острошког манастира. Бојићи који су стигли из Васојевића, Требјешани од Никшића. Село Миоску населили су Јаредићи, Кујовићи, Хрнковићи и Шуковићи из Озринића..

## Етнографија
У свом научном дјелу Етнографија Црне Горе писаном у Санкт Петербургу 1897 Павле Ровински између осталог биљежи: „Са Морачом се улази у чисто српске земље, гдје није долазило ни до каквог мијешања са туђим елементом, па зато и нема никаквих замршених питања која се тичу поријекла становништва и његовог етнографског типа. Гледано глобално, становништво Црне Горе спада у један основни тип: то су Срби јужнога говора чији је образац херцеговачко нарјечје. Не само језиком, већ и својим поријеклом су из Херцеговине. Такозвана Катунска нахија која чини језгро Црне Горе, сва је насељена Херцеговцима, док последња припојена подручја — Грахово, Бањани, Никшић, Рудине, део Гацка, Пива, Дробњак, засебне нахије Бобовци, Тепчани Језерци, Језерци Подгоре и Шаранци, донедавно су била била дио Херцеговине”.